# 砕け散るところを見せてあげる
『砕け散るところを見せてあげる』（くだけちるところをみせてあげる）は、竹宮ゆゆこの長編小説。2016年6月1日に新潮文庫nexから刊行された。男子高校生がいじめに遭った下級生の女子生徒を助けたことをきっかけに、女子生徒を守ろうとする姿を描くこの作品はこれまでにない大ヒットを遂げた。
2021年4月9日に実写映画が公開された。

## 登場人物
濱田清澄
受験を控える高校3年生。
ある日、全校集会でいじめに遭っている蔵本玻璃を助けたことで、受験勉強の時間を割いてでも彼女を守る決意をする。
蔵本玻璃
清澄と同じ高校に通う高校1年生。
学校イチの嫌われ者とされており、助けに入った清澄を拒絶する。

## 書誌情報
竹宮ゆゆこ 『砕け散るところを見せてあげる』
2016年6月1日発売、新潮文庫nex（新潮社）、ISBN 978-4-10-180065-3

## 実写映画
2021年4月9日に公開。監督はSABU、主演は中川大志と石井杏奈。PG12指定。
当初は2020年5月8日に公開予定だったが、新型コロナウイルス感染拡大の影響を受けて延期され、同年9月1日に新たな公開日が発表された。

### キャスト
- 濱田清澄：中川大志
- 蔵本玻璃：石井杏奈[4]
- 田丸玄悟：井之脇海[6]
- 尾崎・妹：清原果耶[6]
- 尾崎・姉：松井愛莉[6]
- 真っ赤な嵐：北村匠海[6]
- 清澄の母：矢田亜希子
- おばちゃん：木野花
- 真っ赤な嵐の母： 原田知世
- 玻璃の父：堤真一

### スタッフ
- 原作：竹宮ゆゆこ『砕け散るところを見せてあげる』（新潮文庫nex）
- 監督・脚本・編集：SABU
- 音楽：松本淳一
- 主題歌：琉衣「Day dream 〜白昼夢〜」（LDH Records）[7]
- エグゼクティブプロデューサー：EXILE HIRO
- ゼネラルプロデューサー：井上鉄大
- 企画・プロデュース：八木佑介
- プロデューサー：清水洋一、梶原富治
- アソシエイトプロデューサー：中林千賀子、広瀬基樹
- ラインプロデューサー：江良圭
- 撮影：江崎朋生
- 照明：三善章誉
- 録音：横澤匡広
- 美術：林チナ
- 装飾：天野竜哉
- 衣装：小磯和代
- ヘアメイク：橋本申二
- スクリプター：西岡智子
- VFXプロデューサー：谷内正樹
- 音響効果：渋谷圭介
- キャスティングプロデューサー：高柳亮博
- 助監督：川井隼人
- 製作担当：長谷山慎治、田野真憲
- 配給：イオンエンターテイメント
- 企画・制作プロダクション：ROBOT
- 製作：映画『砕け散るところを見せてあげる』製作委員会（LDH JAPAN、ポニーキャニオン、イオンエンターテイメント、ローソン）